# Граф де Консуэгра

Герб муниципалитета Консуэгра, провинция Толедо, автономное сообщество Кастилия - Ла-Манча

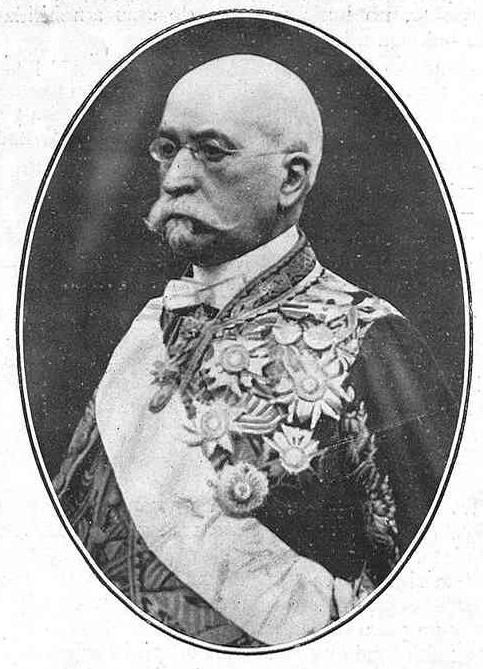
Вентура Гарсия-Санчо Ибаррондо (1837—1914), 1-й граф де Консуэгра

Граф де Консуэгра — испанский дворянский титул. Он был создан 21 июня 1906 года (10 октября 1905 года) королем Испании Альфонсо XIII для Вентуры Гарсии-Санчо Ибаррондо (1837—1914), сенатора Королевства, депутата Кортесов, мэра Мадрида и государственного министра.

## История
Вентура Гарсия-Санчо Ибаррондо (1837—1914), родился в Гвадалахаре (Мексика). После изучения машиностроения в Париже он переселился в Испанию, вступил в Либеральный союз и в 1863 году был избран депутатом от Картахены (провинция Мурсия). В 1876 году он вновь был избран депутатом Кортесов от Бургоса, а в 1881 году — от Мадрида. В 1886 году Вентура Гарсия-Санчо был назначен сенатором от Мадрида, в 1891 году он был назначен пожизненным сенатором, а в 1894 году стал сенатором по собственному праву.
С 1900 по 1901 год занимал должность алькальда (мэра) Мадрида, в апреле 1900 — марте 1901 года занимал пост министра в правительстве под руководством Франсиско Сильвелы и Марсело Аскаррага Пальмеро, в декабре 1904 — январе 1905 года — министр в новом правительстве Марсело Аскаррага Пальмеро.
Гарсия-Санчо был председателем государственного совета и главным майордомом королевы Марии Кристины Австрийской (матери Альфонсо XIII).
В 1991 году король Испании Хуан Карлос I восстановил графский титул для Хосе Марии Травеседо и Мартинеса де лас Риваса (1924—1993)
Название графского титула происходит от названия муниципалитета Консуэгра, провинция Толедо, автономное сообщество Кастилия - Ла-Манча.

## Графы де Консуэгра
|                                                         | Титул                                         | Период                                        |
| Креация создана королем Испании Альфонсо XIII           | Креация создана королем Испании Альфонсо XIII | Креация создана королем Испании Альфонсо XIII |
| ------------------------------------------------------- | --------------------------------------------- | --------------------------------------------- |
| I                                                       | Вентура Гарсия-Санчо и Ибаррондо              | 1906 — 1914                                   |
| II                                                      | Мария дель Пилар Гарсия-Санчо и Савала        | 1915 — 1916                                   |
| III                                                     | Альфонсо Травеседо и Гарсия-Санчо             | 1916 — 1922                                   |
| IV                                                      | Франсиско Травеседо и Гарсия-Санчо            | 1922 — 1933                                   |
| Креация восстановлена королем Испании Хуаном Карлосом I |                                               |                                               |
| V                                                       | Хосе Мария Травеседо и Мартинес де лас Ривас  | 1991 — 1993                                   |
| VI                                                      | Хуан де Травеседо и Колон де Карвахаль        | 1994 — 2003                                   |
| VII                                                     | Хайме Травеседо и Хулия                       | 2003 — настоящее время                        |

## История графов де Консуэгра
- Вентура Гарсия-Санчо и Ибаррондо (20 апреля 1837 — 22 февраля 1914), 1-й граф де Консуэгра. Сын Хосефа Марии Марсиаля Гарсии Санчо и Санчеса Леньеро и Тринидад Ибаррондо и Марури.

1. Супруга — Мария дель Пилар де Забала и Гусман (1840—1915), 26-я герцогиня де Нахера, 20-я маркиза де Агилар-де-Кампоо, 17-я маркиза де Кинтана-дель-Марко, 4-я маркиза де Сьерра-Бульонес, графиня де Кампо-Реаль, 19-я графиня де Паредес-де-Нава, 20-я графиня де Оньяте, 10-я графиня де Кастаньеда, 21-я графиня де Тревиньо, 6-я маркиза де Торребланка. Ему наследовала их дочь:

- Мария дель Пилар Гарсия-Санчо и Забала (21 июня 1864 — 17 октября 1916), 2-я графиня де Консуэгра, 27-я герцогиня де Нахера, 21-я графиня де Оньяте, 21-я маркиза де Агилар-де-Кампоо, 7-я маркиза де Торребланка, 5-я маркиза де Сьерра-Бульонес, 18-я маркиза де Кинтана-дель-Марко, 22-я графиня де Тревиньо, 21-я графиня де Кастаньеда, 16-я графиня де Кастронуэво.

1. Супруг — Леопольдо Травеседо и Фернандес-Касарьего (1861—1916), адвокат, профессор юриспруденции, сенатор Королевства, сын Хуана Травеседо и Канета, 1-го графа де Maluque и Карлотты Фернандес Касарьего и Мендес-Пьедры, 2-й маркизы де Касарьего и виконтессы де Тапия. Ей наследовал их второй сын:

- Альфонсо Травеседо и Гарсия-Санчо (30 апреля 1900 — 14 марта 1922), 3-й граф де Консуэгра (1919). Скончался в возрасте 22 лет на войне в Африке. Был холост и бездетен. Ему наследовал его младший брат:

- Франсиско Травеседо и Гарсия-Санчо (26 марта 1905 — 28 октября 1933), 4-й граф де Консуэгра.

1. Супруга — Кармен Андрес Гайон и Пелаес (брак бездетен).

Титул был восстановлен для племянника последнего Хосе Марии, сына Хуана Баутисты Травеседо и Гарсии-Санчо (1890—1965), 28-го герцога де Нахера, 22-го маркиза де Агилар-де-Кампоо, 22-го графа де Оньяте, 21-го графа де Паредес-де-Нава, 19-го маркиза де Кинтана-дель-марко, 8-го маркиза де Торребланка, 10-го графа де Кампо-Реаль, 23-го графа де Тревиньо, 17-го графа де Кастронуэво, женатого на Марии дель Кармен Мартинес де лас Ривар и Ричардсон (род. 1899).
Восстановление титула в 1991 году:
- Хосе Мария Травеседо и Мартинес де лас Ривас (18 июня 1924 — 29 марта 1993), 5-й граф де Консуэгра, (сын Хуана Баутисты Травеседо и Гарсии-Санчо и племянник 4-го графа), 20-й маркиз де Кинтана-дель-Марко, 22-й граф де Паредес-де-Нава (гранд Испании), 6-й маркиз де Сьерра-Бульонес (гранд Испании), 23-й граф де Оньяте (гранд Испании), 24-й граф де Тревиньо, 11-й граф де Кампо-Реаль и 28-й граф де Кастронуэво. Полковник кавалерии.

1. Супруга — Мария Эулалия Колон де Карвахаль и Марото (род. 1924). Ему наследовал их сын:

- Хуан де Травеседо и Колон де Карвахаль (род. 23 июля 1949), 6-й граф де Консуэгра, 23-й граф де Прадес-де-Нава (гранд Испании), 30-й герцог де Нахера (Гранд Испании), 21-й маркиз де Кинтана-дель-Марко, 24-й граф де Оньяте (гранд Испании), 25-й граф де Тревиньо, 12-й граф де Кампо-Реаль и граф де Кастаньеда. Полковник пехоты.

1. Супруга — Анна Мария Хулия и Диес де ривера, дочь Камило Хулии де Бакарди, и марии де лос Долорес Диес де Ривера, 7-й графини де Альмодовар (грандесса Испании). Ему наследовал их сын:

- Хайме Травсседо и Хулия (род. 25 июня 1979), 7-й граф де Консуэгра и 24-й граф де Паредес-де-Нава (Гранд (титул)|гранд Испании).